# Jerry Lucas
Jerry Ray Lucas (* 30. März 1940 in Middletown, Ohio) ist ein ehemaliger US-amerikanischer Basketballspieler. Zwischen 1963 und 1974 spielte er in der US-Profiliga NBA bei den Teams der Cincinnati Royals, San Francisco Warriors und New York Knicks. Er ist 2,06 m groß und spielte auf der Position des Center. Für seine Karriereleistung wurde Lucas 1980 als Spieler in die Naismith Memorial Basketball Hall of Fame aufgenommen.

## Highschool- und College-Karriere
Seine heimische Middletown Highschool führte Lucas zweimal, 1956 und 1957, zur Landesmeisterschaft in Ohio. Im selben Zeitraum wurde er zweimal zum besten Spieler in Ohio gewählt. Er brach reihenweise Highschool-Rekorde und bekam Stipendien von etwa 200 Universitäten angeboten. Seine Leistungen machten ihn schon als Teenager landesweit in den USA bekannt. Er gilt bis heute als einer der besten Highschoolspieler aller Zeiten.
Von 1959 bis 1962 studierte er an der Ohio State University, ab 1960 spielte er für das Basketballteam (Freshman durften damals nicht spielen). Das Team, zu dem auch John Havlicek gehörte, gewann 1960 die NCAA Division I Basketball Championship, und Lucas wurde zum College Spieler des Jahres gewählt. Im Jahr darauf steigerte Lucas seine Leistung und wurde von der Zeitschrift Sports Illustrated zum Sportler des Jahres gewählt. Ohio State unterlag 1961 und 1962 allerdings im Finale der NCAA.
1960 spielte Lucas ebenfalls in der Olympiaauswahl der USA. Obwohl er als jüngster Spieler neben späteren NBA-Legenden wie Jerry West, Oscar Robertson und Walt Bellamy spielte, war er der Star und Anführer des Teams. Die Mannschaft gewann souverän die Goldmedaille.

## Karriere in der NBA
In den Jahren von 1963 bis 1969 spielte Lucas bei den Cincinnati Royals, für die er sechsmal in Folge ins All-Star-Team gewählt wurde, 1965 wurde er All Star MVP.
Für seine spielerische Leistung im ersten NBA-Jahr wurde er 1964 ins NBA All-Rookie Team berufen und als Rookie des Jahres ausgezeichnet. 1969 wechselte er zu den San Francisco Warriors, nach zwei Saisons 1971 für die letzten drei Jahre seiner Karriere zu den New York Knicks. Als er mit diesen 1973 Champion wurde, hatte er das seltene Triple aus High-School-Staatsmeisterschaft, nationalem College-Titel und NBA-Titel gewonnen, dazu noch Olympiagold. Als Profi holte der v. a. als Center eingesetzte Lucas 12.942 Rebounds, mit 15,6 pro Spiel der viertbeste Durchschnitt hinter Wilt Chamberlain, Bill Russell und Bob Pettit. Er erzielte 14.053 Punkte (17.0 pro Spiel) und warf 49,9 % aus dem Feld.

## Mnemotechnik

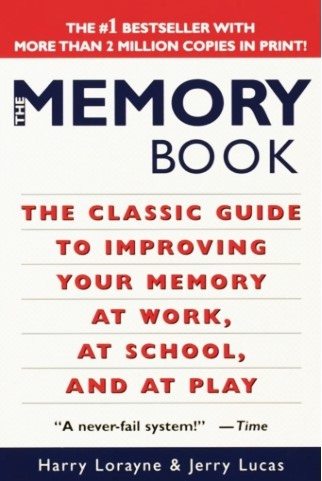
Harry Lorayne / Jerry Lucas: The Memory Book – Ausgabe von 1996

Jerry Lucas beschäftigte sich auch mit Mnemotechniken. Damit lernte er große Teile des Neuen Testemantes sowie das Telefonbuch von Manhattan auswendig. Seine Fähigkeiten, sich eine Vielzahl an Informationen zu merken, brachte ihm den Spitznamen Dr. Memory ein. Er bereiste die USA, um Vorträge über die von ihm verwendeten Techniken zu halten und trat auch in der Tonight Show von Johnny Carson auf. In dem 1974 erschienenen Buch The Memory Book des Zauberkünstlers und Gedächtnistrainers Harry Lorayne (1926–2023) schrieb Lucas das Vorwort.